# Martín Cortés (Fußballspieler)
Martín Miguel Cortés (* 7. Januar 1983 in Punta Alta) ist ein argentinischer Fußballspieler. Der Mittelfeldspieler war bei Klubs in seinem Heimatland, Belgien, Brasilien und Chile aktiv.

## Karriere
Martín Cortés, auch Enano (dt.: Zwerg) genannt, kam 2004 in die Profimannschaft von River Plate, wo er allerdings nicht zum Einsatz kam. Im selben Jahr wechselte er nach Belgien zu RAEC Mons und kehrte 2006 in sein Heimatland zu den Defensores de Belgrano zurück. Nach Stationen bei Ñublense in Chile und Paysandu SC in Brasilien kam er 2011 sein erstes Mal zu Curicó Unido. Nach Stationen bei Andes Talleres und Deportes Copiapó kehrte er 2014 wieder nach Curicó zurück. Im Juli 2018 erlangte er durch seine Zeit im Land die chilenische Staatsbürgerschaft. Im März 2022 wechselte er zu Universidad de Concepción, kehrte aber im Januar 2022 zu Curicó Unido zurück. Es war seine letzte Saison als Fußballprofi.

## Erfolge
River Plate
- Argentinischer Meister: 2004-C

Curicó Unido
- Chilenischer Zweitligameister: 2016/17